# Forensic Heroes II
Forensic Heroes II è una serie TV hongkonghese, andata in onda nel 2008

## Trama
La trama segue le vicende della vita privata e lavorativa degli investigatori forensi e degli agenti di polizia della polizia di Hong Kong.

## Personaggi e interpreti
- Bobby Au-Yeung è Ko Yin-Pok (Timothy): supervisore del laboratorio forense e marito di Koo Chak-Yiu.
- Frankie Lam è Koo Chak-Sum (Sam): patologo forense senior e scrittore di gialli.
- Kevin Cheng è Yeung Yat-Sing (Ivan): responsabile delle prove scientifiche (SEO) e migliore amico di Koo Chak-Sum.
- Charmaine Sheh è Ma Kwok-Ying (Bell): Ispettore capo della polizia di NB prima di essere trasferita a Kowloon West DCS, sorellastra maggiore di Ma Kwok-Wang e fidanzata di Yeung Yat-Sing.
- Yoyo Mung è Leung Siu-Yau (Nicole): ex ispettore capo della polizia, è diventata mezza sorda a causa di un'esplosione.
- Linda Chung è Lam Ding-Ding: sorella minore del tecnico forense Lam Pui-Pui.
- Raymond Cho è Sum Hung: sergente West DCS di Kowloon.
- Florence Kwok è Mok Suk-woon (Yvonne): responsabile delle prove scientifiche (SEO).
- Astrid Chan è Lam Pui-Pui: sorella maggiore di Lam Ding-Ding..
- Vivien Yeo è Ling Sum-Yi (Josie): Agente di polizia della West DCS di Kowloon.

Fanno parte del cast anche Kara Hui nel ruolo di Cheng Lai-Ling, Selena Lee nel ruolo di Li Kiu e Sam Chan nel ruolo di Tam Ka-Lok, Sharon Luk nel ruolo di Ng Sze-Ying (Cherry), Leanne Li nel ruolo di Ngai Hoi-Nga (Annie) e Stephen Wong Ka-lok nel ruolo di Fu Ching-Kei.